# Heiner Garg
Pour les articles homonymes, voir Garg.
Heinrich Garg dit Heiner Garg, né le 9 février 1966 à Fribourg-en-Brisgau, est un homme politique allemand membre du Parti libéral-démocrate (FDP).
Bien qu'originaire du Bade-Wurtemberg, sa carrière politique se déroule dans le Schleswig-Holstein. Il est ainsi élu député régional au Landtag en 2000, étant élu vice-président du groupe parlementaire libéral en 2003, puis de la fédération régionale du FDP en 2007. En 2009, il est nommé ministre du Travail et Vice-Ministre-président dans la nouvelle coalition noire-jaune de Peter Harry Carstensen.

## Formation et carrière
Il passe son Abitur en 1985 à Fribourg-en-Brisgau, puis accomplit des études supérieures de sciences économiques à l'université Albert Ludwig de Fribourg, obtenant un diplôme d'économiste six ans plus tard. Il devient par la suite doctorant à l'institut d'économie monétaire et de sciences financières de l'université, et décroche son doctorat d'économie en 1994.
Il quitte ensuite le Bade-Wurtemberg pour s'installer dans le Schleswig-Holstein, où il commence à travailler en 1995 comme assistant de recherche pour le groupe FDP au Landtag.

## Vie politique

### Carrière militante
Adhérent du Parti libéral-démocrate (FDP) depuis 1990, il siège depuis 1996 au comité directeur du parti dans la ville-arrondissement de Kiel, dont il est vice-président entre 1999 et 2001, puis président jusqu'en 2010. En 2006, il est élu vice-président du FDP du Schleswig-Holstein. Il en prend la présidence, cinq ans plus tard.

### Parcours institutionnel
Il est élu député régional au Landtag lors des élections régionales de 2000, devenant vice-président du groupe libéral trois ans plus tard. Il est réélu en 2005, et se voit reconduit dans ses fonctions au sein du groupe FDP. Le 27 octobre 2009, un mois après les élections régionales anticipées, Heiner Garg est nommé ministre du Travail, des Affaires sociales et de la Santé, et Vice-Ministre-président, dans la nouvelle coalition noire-jaune du ministre-président chrétien-démocrate Peter Harry Carstensen. 
Il quitte le gouvernement le 12 juin 2012, avec le retour au pouvoir des sociaux-démocrates.